# 2011年西南公開賽
2011年辛辛那提大師賽（也稱西南財團大師賽與女子公開賽）是一項位於美國辛辛那提的室外硬地球場的網球巡迴賽，舉辦時間為8月15日到8月21日。

## 冠軍

### 男子單打
安迪·穆雷 擊敗  諾瓦克·喬科維奇（6–4、3–0，喬科維奇退賽）
- 這是穆雷今年第2座冠軍與生涯第18座冠軍，也是今年第1座大師賽冠軍與生涯第7座大師賽冠軍，同時繼2008年以來的第2座辛辛那提冠軍[1]。

### 女子單打
瑪麗亞·莎拉波娃 擊敗  耶萊娜·揚科維奇（4–6、7–6(7–3)、6–3）
- 這是莎拉波娃今年第2座冠軍與生涯第24座冠軍。

### 男子雙打
利安德·帕斯 /  馬赫什·布帕蒂 擊敗  米卡埃爾·洛德拉 /  內納德·齊莫尼奇（7–64、7–62）

### 女子雙打
金久慈 /  雅羅斯拉娃·施韋多娃 擊敗  納塔麗·葛丁 /  弗拉基米爾·尤里洛娃（6–4、3–6、[11–9]）

## 外部連結
- 官方網站（页面存档备份，存于）